# Đeki Srbljenović
Anđelko "Đeki" Srbljenović (Split, 24. rujna 1931. − 5. prosinca 1971.), hrvatski skladatelj, tekstopisac, dirigent, aranžer, trubač i istaknuti sportaš iz Splita. Zaslužan za brojne, dobro organizirane glazbene manifestacije u Splitu.

## Životopis
Rodio se je u Splitu 24. rujna 1931. godine. Kršten u rimokatoličkoj crkvi sv. Križa u Varošu. Dijete je splitskog Varoša. Kao gimnazijalac učio je svirati trubu u Glazbenoj školi u Splitu. Diplomirao je na zagrebačkome Pravnom fakultetu. Radio kao sudac Općinskog suda u Splitu. Glasovir je učio kod profesorice Larise Vesnovske. Studirao je glazbu na Pedagoškoj akademiji u Splitu, usavršavajući dirigiranje kod maestra Silvija Bombardellija.
Svirao je trubu u Big bandu Miće Brajevića 1947. godine. Voditelj Plesnog seksteta Metroa od 1948. do 1952. godine. U sekstetu je bio trubačem i pjevačem, što ga čini jednim od prvih splitskih vokalnih solista. S uspjehom je vodio Big band Mozaik. Organizator koncerata najpoznatijih izvođača zabavne i jazz glazbe. Osnovao je Splitski jazz ansambl. Pisao je i izvodio scensku glazbu. Inicijator i suosnivač Festivala zabavne glazbe Split.
Bavio se je nogometom u splitskom Hajduku, rukometom u Splitskom rukometnom klubu i zagrebačkoj Lokomotivi i ragbijem u zagrebačkoj Mladosti i splitskoj Nadi.
Napisao mjuzikl Svemirske skitnice. Autor skladba Marice, vrati se, Dok traje ljeto, Vražja Mare, Stara serenada, Nevera, Splićanin pravi, Dođi, dragi, dođi, O divni Splite moj, Čežnja, Zipka na valu', Vraćam se Splite, Monfrina, Ajme majko, Rodni kraj, Moj grad, Ne mogu zaboravit, Ovo nije svijet za biće kao što si ti, Ne dolazi u život moj, Decembarska pisma, Balature, Tko će to biti, Susret jeseni, Mornareva pisma ...

## Nagrade i priznanja
Nagrada na Festivalu zabavne glazbe Split nosila je njegovo ime, kao i Udruženje glazbenika zabavne glazbe Split.

## Vanjske poveznice
- Discogs
- Hrvatsko društvo skladatelja
- Radio Sljeme  Arhivirana inačica izvorne stranice od 28. studenoga 2019. (Wayback Machine)
- Split kroz povijest na Facebooku